# Jan Brožka
Jan Brožka (bulharsky Иван Брожка, Ivan Brozka, 19. června 1853 Malovičky – 30. června 1927 Sofie) byl český historik, lingvista a klasický filolog dlouhodobě působící v Bulharsku. Je považován za zakladatele klasické filologie v poosvobozeneckém Bulharsku.

## Životopis

### Mládí
Narodil se v Malovičkách nedaleko Netolic v jižních Čechách. Vychodil Jirsíkovo gymnázium v Českých Budějovicích, roku 1880 vystudoval klasickou filologii na Filozofické fakultě Karlo-Ferdinandovy univerzity v Praze. Ve stejném roce byl pozván Todorem Ikonomovem, představitelem vlády Bulharsk, které roku 1878 získalo nezávislost na Osmanské říši, aby sem přijel do jako učitel.

### V Bulharsku
Usadil se v Sofii, kde byl následně učitelem latiny na zdejší První chlapecké střední škole (1880 až 1901, s přestávkami pak až do roku 1923) a na Sofijské dívčí střední škole (1901 až 1913, s přestávkami pak i v dalších letech). Rovněž v letech 1889 až 1918 pedagogicky působil na Historicko-filologické fakultě Vyšší odborné školy (pozdější Sofijská univerzita) jakožto profesor latiny a dějin římské literatury. Učil němčinu na vojenské škole (1907 až 1908). Od roku 1892 zastával pozici ředitele bulharského Národního muzea.
Je považován za zakladatele klasické filologie v Bulharsku a předního zde působícího experta na klasické jazyky (starořečtinu a latinu). Stal se autorem prvních učebnic latiny v bulharštině a latinsko-bulharského slovníku. Napsal mj. odborný článek „O významu gramatiky a o klasickém vzdělávání“ (1883), byl též redaktorem pedagogického časpisu Učeben Vestnik.
Spolu s Konstantinem Jirečkem, pedagogem a bulharským ministrem školství, rovněž českého původu, organizoval vytvoření Národní knihovny v Sofii. Rovněž byl Jirečkovým asistentem a poradcem při budování školství po osvobození. Patřil také mezi zakladatele a řádné členy Svazu bulharských vědců, spisovatelů a umělců. Byl tajemníkem společnosti Slavjanska beseda (1889). Pracoval také ve prospěch českých krajanských spolku v Bulharsku: celkem dvakrát se stal předsedou hlavního z nich.
Byl vyznamenán bulharským Řádem za občanské zásluhy.

### Úmrtí
Zemřel 30. června 1927 v Sofii ve věku 74 let.